# La Sainte Famille avec Marie Madeleine
La Sainte Famille avec Marie Madeleine (La Sagrada Familia con María Magdalena) est ue peinture à l'huile sur toile de 130 × 100 cm réalisée par   le Greco datant des années 1590-1595 et conservée aux  États-Unis, au Musée d'Art de Cleveland. C'est le prototype de type III du thème de la Sainte Famille selon le catalogue raisonné des œuvres de ce peintre, réalisé par Harold Wethey, qui lui a donné le  numéro de catalogue 86.

## Iconographie
L'épisode évangélique de la Sainte Famille accompagnée de Marie-Madeleine n'apparaît pas dans les Évangiles canoniques. Il s'agit d'une scène empreinte d'émotion, destinée à plaire à la sensibilité populaire, en accord avec la mentalité de la période de la Contre-Réforme. 

## Analyse
La composition du tableau dérive du type II de ce même thème, avec des changements importants. Sainte Anne a disparu de la gauche du groupe, laissant la place à Marie-Madeleine représentée à droite de la composition. Saint Joseph est passé de la droite à la gauche du tableau.
Les couleurs sont brillantes et harmonieuses, portant contraste entre le bleu ciel du manteau de la Vierge Marie et le rouge de celui de Marie Madeleine, ainsi que le jaune lumineux de la tunique de saint Joseph. L'Enfant Jésus ne présente pas l'aspect naturaliste que l'on voit dans le type I et le type II. Ici nous sommes en présence d'un Enfant Jésus joueur et rieur qui accepte un fruit que lui offre son père nourricier.
Pour ce type III, Marie apparaît comme très stylisée, mais son visage exprime une certaine mélancolie que l'on ne voit pas dans les versions antérieures. Elle tient l'Enfant Jésus debout et de la main droite lui offre un fruit qu'elle a pris de la coupe de verre tenue par saint Joseph. Celui-ci, à gauche de la composition, soutient de la main droite une coupe  de verre de fruits, qu'il tend à l'Enfant Jésus. La pomme représente la chute d'Adam, les cerises, le sang du Christ, les pêches, le salut, et les poires, la douceur des vertus du Christ. La mélancolie de la Vierge s'explique donc par la préfiguration de la Passion du Christ. 
Marie Madeleine apparaît dans une posture gracieuse et empreinte d'amabilité, qui révèle une psychologie complexe, contrastant avec la sérénité de la Vierge. Son manteau écarlate ne cache pas entièrement sa chevelure châtain, formant un contraste fort agréable,.
Comme pour les autres types antérieurs, Le Greco ne peint aucun décor et le fond est réduit à un ciel nuageux.

## Parcours du tableau
- Couvent d'Esquivias, Torrejón de Velasco
- Juan Gutiérrez, Torrejón de Velasco
- Vargas, Machuca, Madrid.
- Stanislas O'Rossen, Paris (1908)
- Von Nemes, Budapest (1913)
- Gentile di Giusepe, Paris
- acquis par le Musée d'Art de Cleveland (1926)[5]

## Expositions
Ce tableau a été présenté au public à Paris à l'exposition Greco du Grand Palais, du 16 octobre au 10 février 2020.

## Copies
- Harold Wethey signale six copies de cette œuvre, non autographes, issues de l'atelier de Tolède et dont certaines sont de qualité moindre.
- La copie du Musée Soumaya, Mexico, huile sur toile de 123 × 102,3 cm, est considérée comme particulièrement importante[7].